# Pista coberta d'atletisme de Catalunya
La Pista Coberta d'Atletisme de Catalunya - Carme Valero Omedes és un pavelló esportiu d'atletisme situat al barri de Sant Oleguer de Sabadell, al Vallès Occidental. Es troba al complex esportiu de Sant Oleguer, al costat de l'Estadi Municipal d'Atletisme Josep Molins i La Bassa. És la primera i única pista d'atletisme d'aquestes característiques de Catalunya que compleix amb la normativa internacional d'atletisme, la qual cosa l'habilita com a seu de campionats i competicions d'alt nivell. Des del 2010 acull permanentment els campionats de Catalunya d'atletisme, celebrats anteriorment a Vilafranca del Penedès. També és la seu d'entrenaments i activitats dels alumnes del Centre d'Alt Rendiment (CAR) de Sant Cugat del Vallès i d'altres activitats esportives de Sabadell relacionades amb l'esport base i escolar.

## Inauguració
El 2 de setembre de 2010 va obrir les portes per primera vegada per celebrar-hi la recepció de la Festa major de Sabadell. Més tard, el 26 del mateix mes, fou inaugurada en una celebració que congregà més de 2.000 persones. José Montilla, llavors President de Catalunya, i l'alcalde de Sabadell Manuel Bustos van fer la descoberta de la placa de l'equipament municipal. L'acte acabà amb la realització de les primeres competicions a la pista: els 800 metres femení i masculí i els 400 metres tanques.

## Edifici

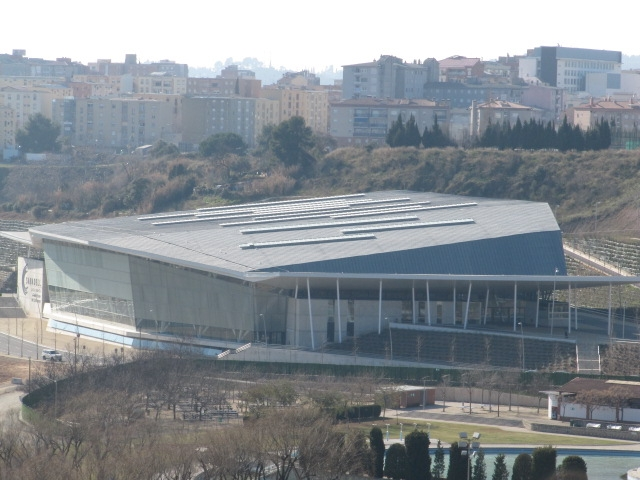
Vista general de l'edifici des de Can Roqueta.

El 17 de desembre del 2005 s'aprovà el conveni de col·laboració per a la construcció d'una pista coberta d'atletisme, firmat al Consell Superior d'Esports, a Madrid. L'Ajuntament de Sabadell va convocar un concurs per a elaborar un projecte arquitectònic que finalment van guanyar els arquitectes Mario Corea i Lluís Morán. Entre les obres significatives d'aquests arquitectes hi ha l'Estadi Olímpic de Beisbol de l'Hospitalet de Llobregat i les piscines del Club Natació Terrassa. Les obres de construcció de la instal·lació van començar a mitjans del 2006. La construcció de l'edifici comportà una inversió de més de 12.327.000 d'euros finançada per l'Ajuntament de Sabadell, la Diputació de Barcelona, la Generalitat de Catalunya, dels quals n'aportà 4,6, i el Consell Superior d'Esports del govern espanyol.
La instal·lació té una superfície total de 12.700 m² i una capacitat per a 2.500 persones. L'edifici destaca per la lluminositat i per la seva adaptació a les dificultats topogràfiques del terreny. Per sota de la pista, hi ha un soterrani amb els vestidors, una recta de 60 metres i un fossat per als salts horitzontals. La construcció de la pista coberta d'atletisme es complementà amb actuacions de millora de l'entorn de la instal·lació finançades pel Fons Estatal d'Inversió Local. Paral·lelament a la finalització de les obres, es va fer un concurs públic destinat a les empreses especialitzades per a l'adquisició de la pista atlètica i tot el material esportiu que forma part de l'equipament.
El Ple de l'Ajuntament de Sabadell del març de 2024 va aprovar d'afegir el nom de Carme Valero Omedes al nom de la Pista Coberta d'Atletisme de Catalunya.

## Esdeveniments

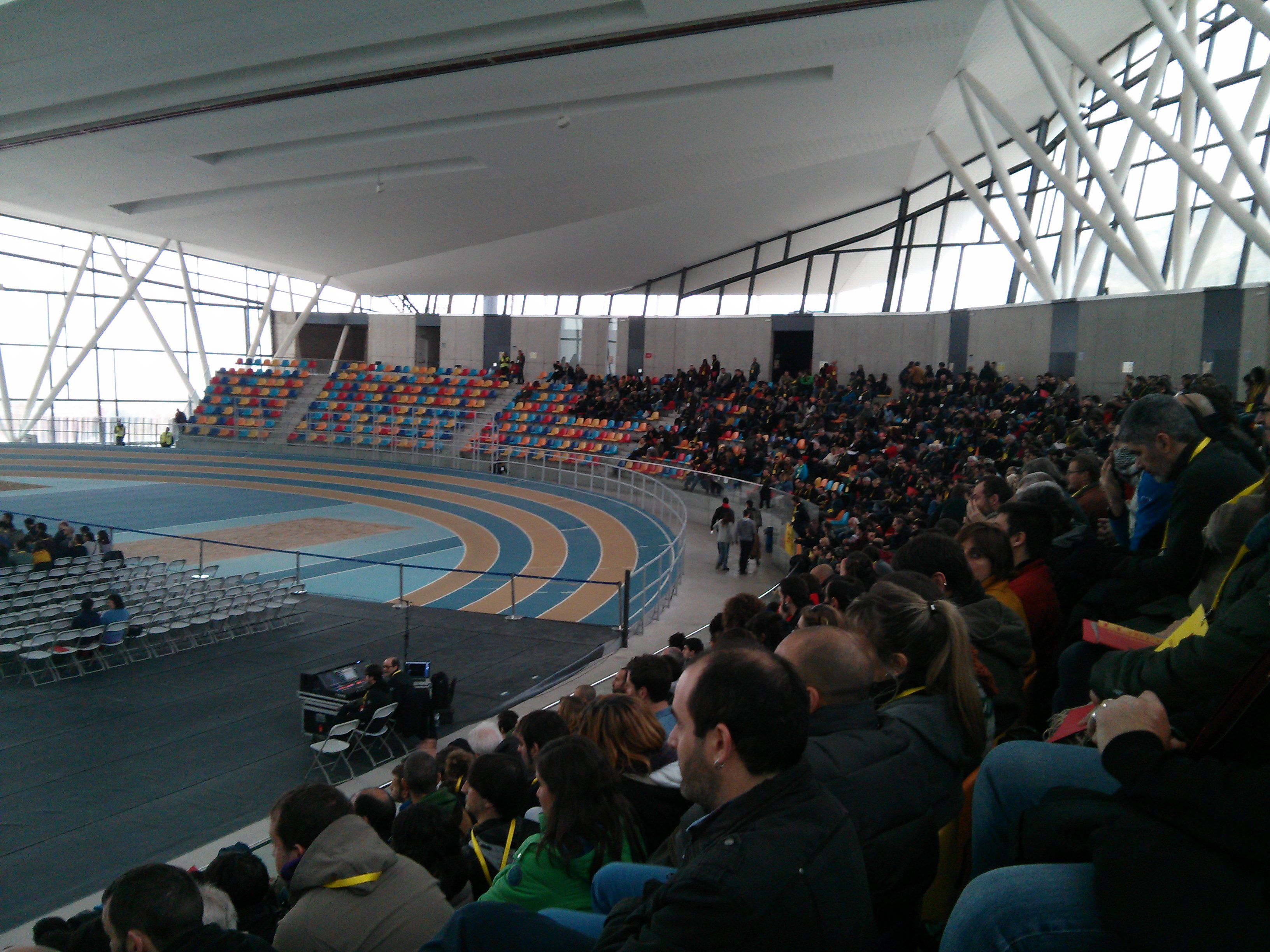
Assemblea Nacional extraordinària de la CUP, 27 de desembre del 2015

El 22 de gener del 2011 s'hi celebrà la trentena edició de la Copa del Rei de Clubs, la qual fou el primer campionat estatal absolut celebrat a la instal·lació.
El 27 de desembre de 2015 hi tingué lloc una assemblea extraordinària de la Candidatura d'Unitat Popular - Crida Constituent, on es va decidir si donar o no suport a la investidura d'Artur Mas com a president de la Generalitat de Catalunya, després de les eleccions al Parlament de Catalunya del 27 de setembre.

## Galeria d'imatges

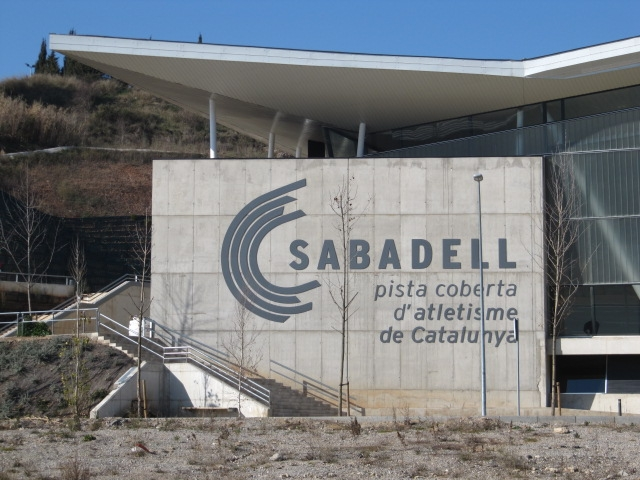
Rètol
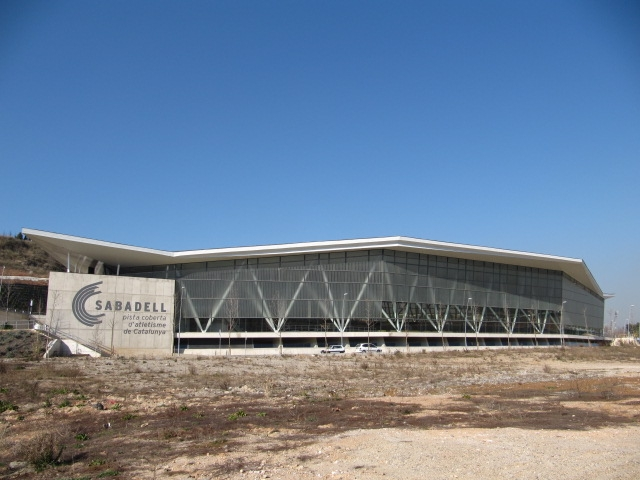
Vista general
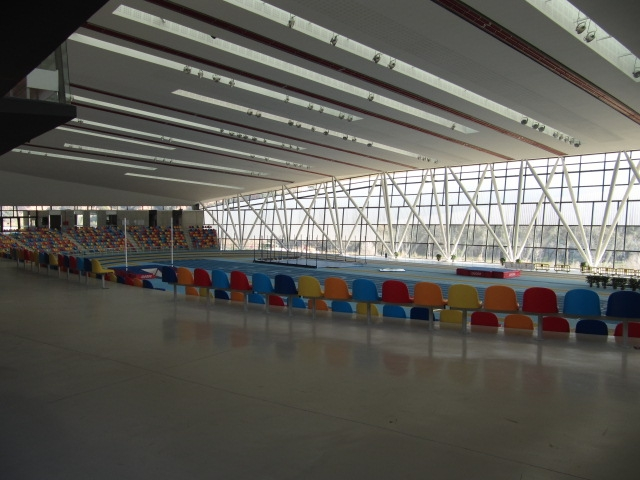
Interior de la pista
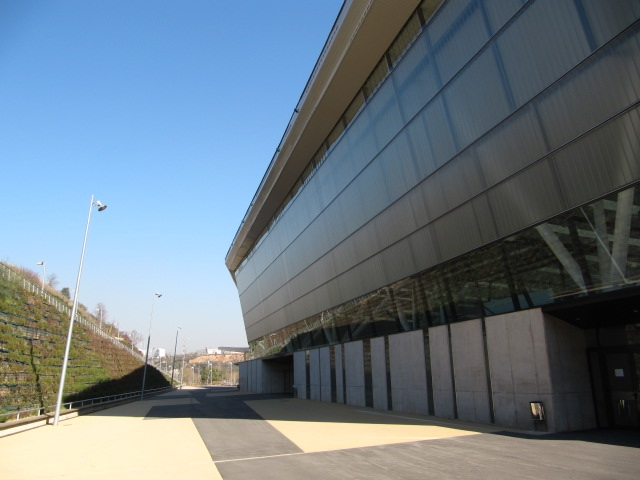
Façana lateral
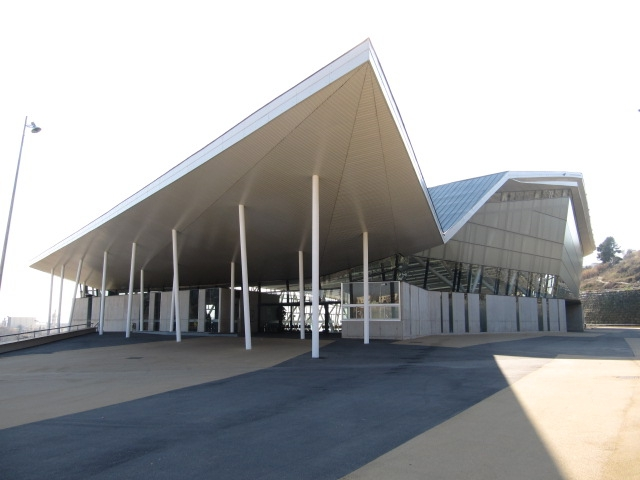
Entrada principal
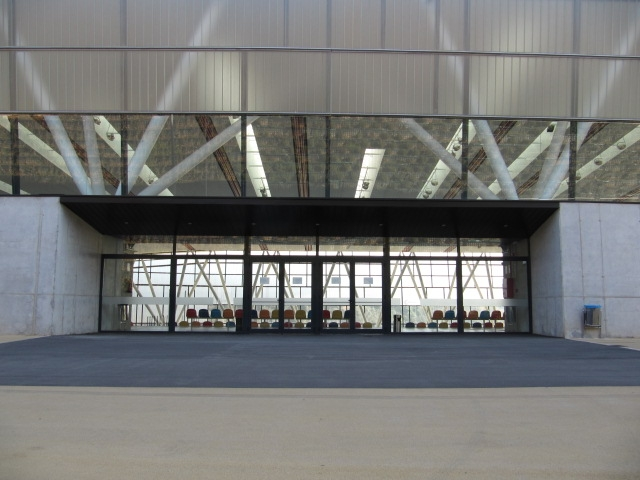
Entrada lateral
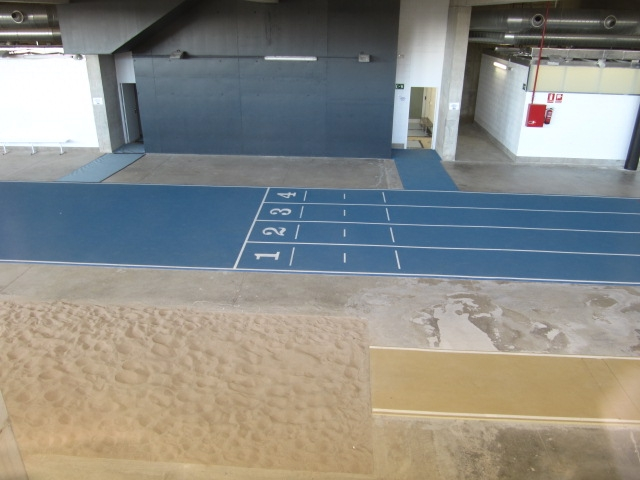
Soterrani
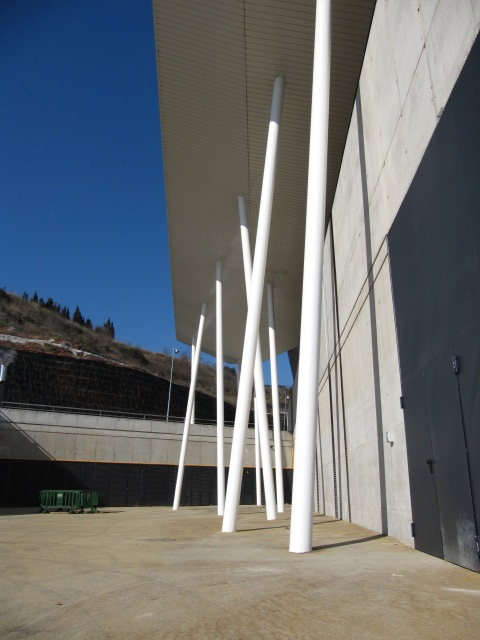
Columnes de l'edifici
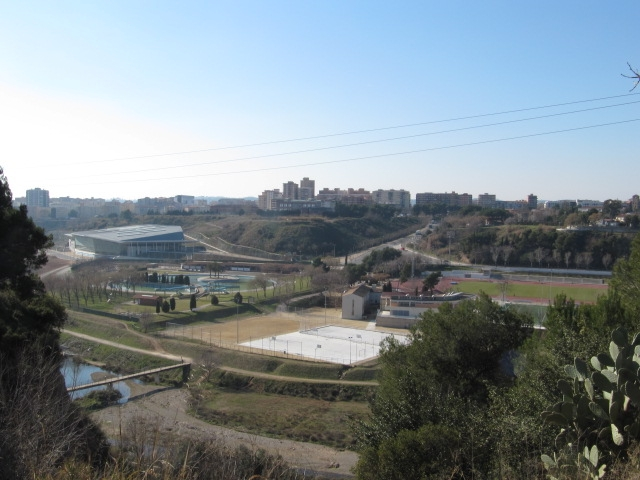
Vista general del complex esportiu de Sant Oleguer des de Torre-romeu